# Mariano Apicella
Mariano Apicella (Napoli, 14 settembre 1962) è un cantante e chitarrista italiano, divenuto noto per essere l'interprete delle canzoni scritte da Silvio Berlusconi.

## Biografia

### Origini
È figlio del cantante Tonino Apicella. Fan di Peppino Gagliardi e Roberto Murolo, prima di incontrare Berlusconi si esibiva in un ristorante di Abu Dhabi.

### Il sodalizio con Silvio Berlusconi
Nel 2003 ha inciso un album di musica napoletana, Meglio 'na canzone, in cui canta canzoni scritte da Silvio Berlusconi. Nel 2004 - 2005 Luciano Rispoli lo arruola nel cast del Tappeto Volante, celebre talk show nato su TMC, poi in onda sull'emittente nazionale Canale Italia: con la sua chitarra fa da contrappunto alle conversazioni in salotto tra personaggi della cultura, dello spettacolo e della politica. Il 10 novembre 2006 è uscito un altro disco: L'ultimo amore, i cui testi sono stati scritti a quattro mani da Loriana Lana e Silvio Berlusconi. Nel brano Le ragioni del cuore, l'orchestra è diretta da Demo Morselli. Nel 2011 esce il terzo disco: Il vero amore.
Ha suscitato polemiche, anche a livello internazionale, il fatto che Silvio Berlusconi abbia acquistato una casa ad Albano Laziale per Apicella. Riguardo alla testimonianza di Apicella nel processo relativo al cosiddetto "caso Ruby" è stata disposta la trasmissione degli atti alla Procura affinché valuti le presunte false testimonianze rese da alcuni testimoni, fra cui lo stesso Apicella.
Nell'ottobre del 2008 ha esordito per la prima volta in teatro, al Salone Margherita, al fianco di Manlio Dovì, nello spettacolo Partiti...di testa.
Il 29 aprile 2011 l'artista ha partecipato al programma Ciak... si canta! con la canzone La Pansè di Gigi Pisano e Furio Rendine.
Il 10 marzo 2011 era in programma un suo concerto a Milano al Teatro degli Arcimboldi, che però è stato annullato per mancanza di prenotazioni (era stato venduto un solo biglietto).
Il 30 giugno 2015 la Procura di Milano notifica l'avviso di fine indagini a 34 indagati tra cui Apicella, accusato di falsa testimonianza nell'inchiesta Ruby Ter riguardante le cene di Arcore.
Il 29 settembre 2021, 85º compleanno di Silvio Berlusconi, Apicella ha dedicato una canzone al leader di Forza Italia, una nuova versione di “Meglio ‘na canzone”, accompagnata da un videoclip diretto dal regista Michele Vitiello.

### L'isola dei famosi
Nel 2012 viene confermata la sua partecipazione al reality di Rai 2 "L'isola dei famosi". Nel corso della prima settimana del programma, Apicella, riferendosi a Cristiano Malgioglio, anch'esso concorrente, il quale aveva chiesto in una clip a Valeria Marini di non paragonarlo a lui, afferma: 
La frase scatena subito dure polemiche nella comunità LGBT italiana, che riportano il fatto sui principali siti e blog a tematica. Durante la prima serata, Vladimir Luxuria, conduttrice insieme a Nicola Savino di tale programma, interviene contro Apicella, sottolineando la volgarità dell'affermazione e affermando:
Malgioglio si ritira dal programma poco tempo dopo, motivando la sua scelta con l'insulto subito da Apicella. Rientrato in Italia, Malgioglio querela Mariano Apicella per diffamazione. L'8 marzo 2012 il conduttore Nicola Savino, durante la puntata in prima serata de L'isola dei famosi di tale giorno, ha reso noto che Apicella e Malgioglio si sono riappacificati.
Apicella viene eliminato nel corso della quinta puntata, con l'81% dei voti.